# Casa de Leona Panajot
La casa de Leona Panajot se encuentra en la calle Francuska, 31 en Belgrado, en el municipio urbano de Stari Grad. Fue construida en 1908 y, como patrimonio cultural inmueble,  está inscrita en la lista de monumentos culturales de la Ciudad de Belgrado.
El edificio fue construido como vivienda familiar por el arquitecto Đura Bajalović. Consta de un sótano, planta baja, planta alta y un ático. Desde el punto de vista arquitectónico, la casa fue diseñada con un estilo secesionista. Como obra extraordinaria de este estilo, la casa fue expuesta en la Cuarta Exposición Artística de Yugoslavia en Belgrado en 1912. El hermano de Đura Bajalović, Petar Bajalović, diseñó el Pabellón serbio para la Exposición Internacional de Arte de Roma en 1911.
Las características secesionistas de esta fachada son la división vertical por pilastras poco profundas, asimetría, cornisas horizontales que no reflejan la división de los niveles interiores, decoraciones florales en relieve poco profundas, ventanas con marcos arqueados pero también la policromía. Se destaca especialmente una torre rectangular en la esquina del edificio con una ventana en voladizo. Un ejemplo raro en la secesión de Belgrado es la forma casi redonda de la parte de la fachada que rodea la puerta central del balcón en la planta alta. El proceso decorativo se caracteriza por abundante decoración floral tanto en el mortero de la fachada como en la madera de la puerta, con detalles bien implementados y combinados armoniosamente. La verja de hierro forjado también tiene características secesionistas. Con una solución arquitectónica equilibrada y una fachada rica, la casa se destaca como un ejemplo representante del edificio residencial urbano del principio del siglo XX con un estilo secesionista bien aplicado.
Este edificio representa una obra del arte del famoso arquitecto de Belgrado y tiene gran importancia para el desarrollo de arquitectura en Belgrado en la primera década del siglo XX.
La casa de Leona Panajot fue proclamada bien de interés cultural en 1997. (Decisión, „Službeni glasnik RS” br.51/97).